# Synagoga Poppera w Pradze
Synagoga Poppera w Pradze (cz. Popperova synagoga) – założona przed 1702 rokiem, jako skromna modlitewnia, w stylu późnego baroku. Sąsiadowała ze Starym Cmentarzem Żydowskim. Została rozebrana na przełomie XIX i XX wieku, podczas wielkiej przebudowy Josefova.